# OnionMail
OnionMail è un server di posta in grado di funzionare sia nella rete Tor, come servizio nascosto, sia nella rete Internet pubblicamente accessibile.

## Storia
Il progetto nasce nel 2013 come esperimento, utilizzando alcuni programmi poco noti, durante un periodo in cui molti servizi di email cifrate venivano chiusi.
Durante l'HackMeeting del 2014 viene presentata la prima versione del progetto, con un server di posta vero e proprio che gestiva anche altri servizi correlati.
Nel corso del 2014 sono stati attivati diversi server, tanto da dover creare una sorta di directory con la lista dei servizi.
Durante alcuni test della rete, nel 2015 ci fu un attacco sventato ad alcuni server, i quai erano in costante osservazione dai programmatori che attraverso un sistema della rete hanno pubblicato delle informazioni sugli attacchi.
Negli anni successivi sono stati attivati circa un centinaio di server. Oggi nel 2021 il servizio è usato da più di 60.000 utenti, ed è citato in molte liste di hidden service e siti che ne parlano.

## Funzioni particolari
A differenza di molti altri servizi, questo tipo di server consente una trasformazione degli indirizzi che consente di comunicare con le email tradizionali di Internet, permettento a qualunque indirizzo di raggiungere i server nascosti nella rete Tor.
Un'altra particolarità è la crittografia dei dati sul server che permetterebbe la distruzione da remoto.